# هرایر آلیخانیان
هرایر آلیخانیان (ارمنی: Հրայր Ալիխանյան) کشتی‌گیر مرد اهل ارمنستان در رشته کشتی آزاد است که در سی و پنجمین دوره مسابقات کشتی نظامیان جهان به میزبانی تهران در وزن ۷۹ کیلوگرم به رقابت پرداخت.